# Blériot XI
El Blériot XI és l'avió amb el qual Louis Blériot va realitzar la primera travessa del canal de la Mànega (amb una aeronau més pesant que l'aire) el 25 de juliol de 1909. Aquesta és una de les gestes més famoses dels primers anys d'història de l'aviació. El seu constructor i codissenyador va aconseguir una gran fama així com assegurà l'èxit inicial de la seva companyia aeronàutica. Hi ha una unitat al Museu de l'Aire i de l'Espai.
El Blériot XI comptava amb un motor Anzani de 3 cilindres i 25 cavalls de potència refrigerat per aire, també disposava d'una tècnica de balanceig del pla pel control lateral, sent el primer avió europeu que va utilitzar aquest sistema eficaçment.
El èxit en creuar el canal de la Mànega li va donar un gran impuls al Type XI que aviat va entrar en producció per la Aviation Militaire francesa i d'altres forces aèries. El 23 d'octubre de 1911, el capità Carlo Piazza, del Servei Aeri del Exercit italià va completar el primer vol bèl·lic d'un aeroplà realitzant el reconeixement de les posicions turques entre Trípoli i Aziziya en un Blériot XI.
El setembre de 1913, Adolphe Pégoud realitza el primer looping de la història en un model XI.
Durant el primer any de la Primera Guerra Mundial, el model XI va estar entre els avions d'observació més utilitzats per els aliats, prestant servei en, almenys, vuit esquadrilles de l'Aviation Militaire francesa i amb sis escuadrons del Royal Flying Corps a França.

## Especificacions

Blériot XI

Dades de The Rand McNally encyclopedia of military aircraft 1914 - 1980
Característiques generals
- Tripulació: un pilot
- Longitud: 7,62 m
- Envergadura: 7,79 m
- Alçada: 2,69 m
- Superfície de l'ala 14 m²
- Pes buit: 230 kg
- Motors: 1×  radial amb 3 cilindres amb una separació de 120º 1 motor radial Anzani de 16-19 kW,
- Hèlixs: 1 hèlice Chauvière Intégrale propeller
  - Diàmetre de l'hèlix: 2,08 m

 Rendiment 
- Velocitat màxima: 75,6 km/h al nivell del mar

## Cultura popular
En els simuladors de vol existeixen una o més variants del Blériot XI, com el simulador de vol de codi obert FlightGear, així com en el sector comercial.